# Katholische Kirche St. Augustin (Minster)

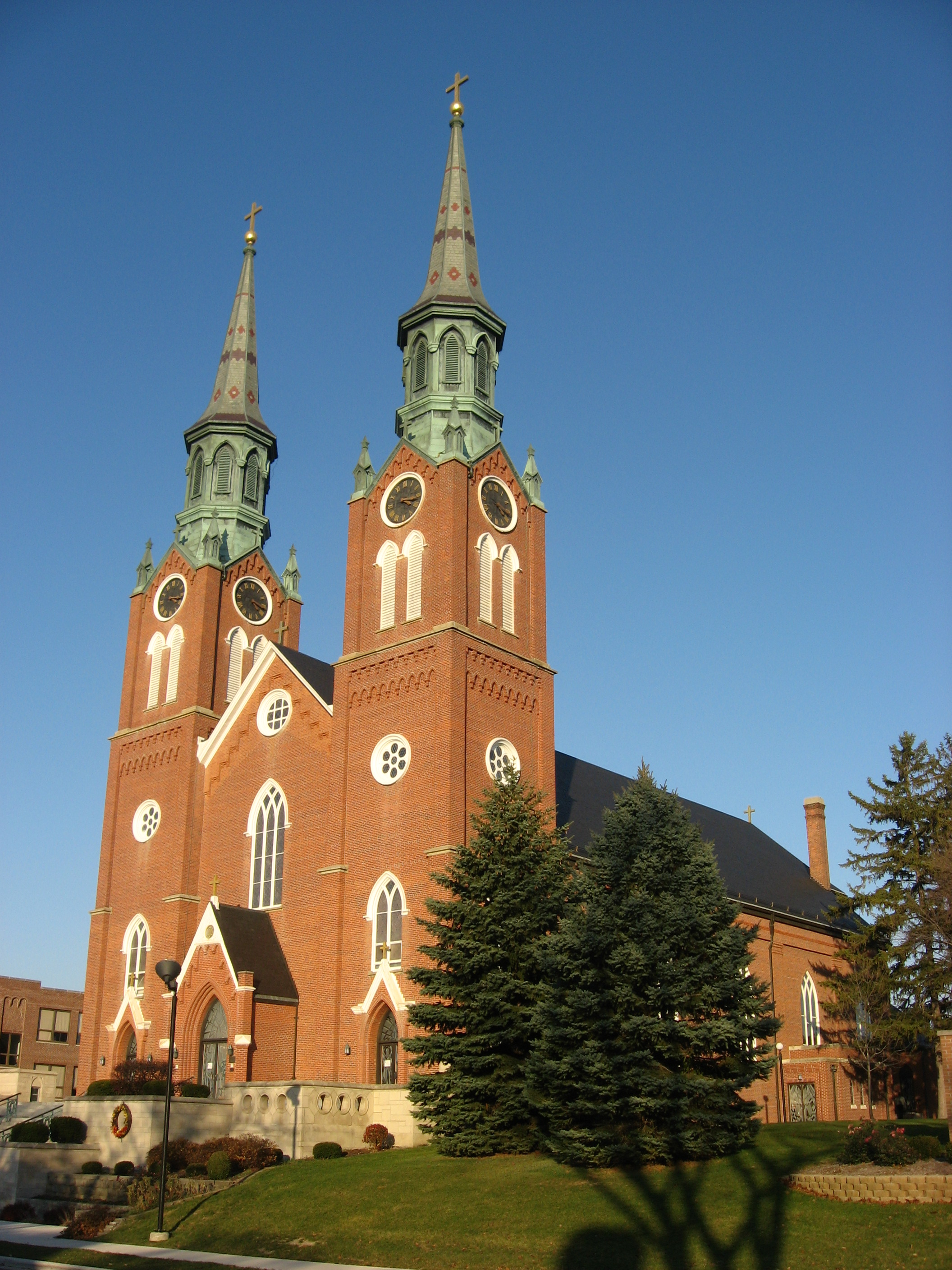
Die katholische Kirche St. Augustin in Minster

Die katholische Kirche St. Augustin (engl. St. Augustine Catholic Church) ist ein historisches römisch-katholisches Kirchengebäude im neugotischen Stil in der North Hanover Street in Minster, Ohio, USA. 

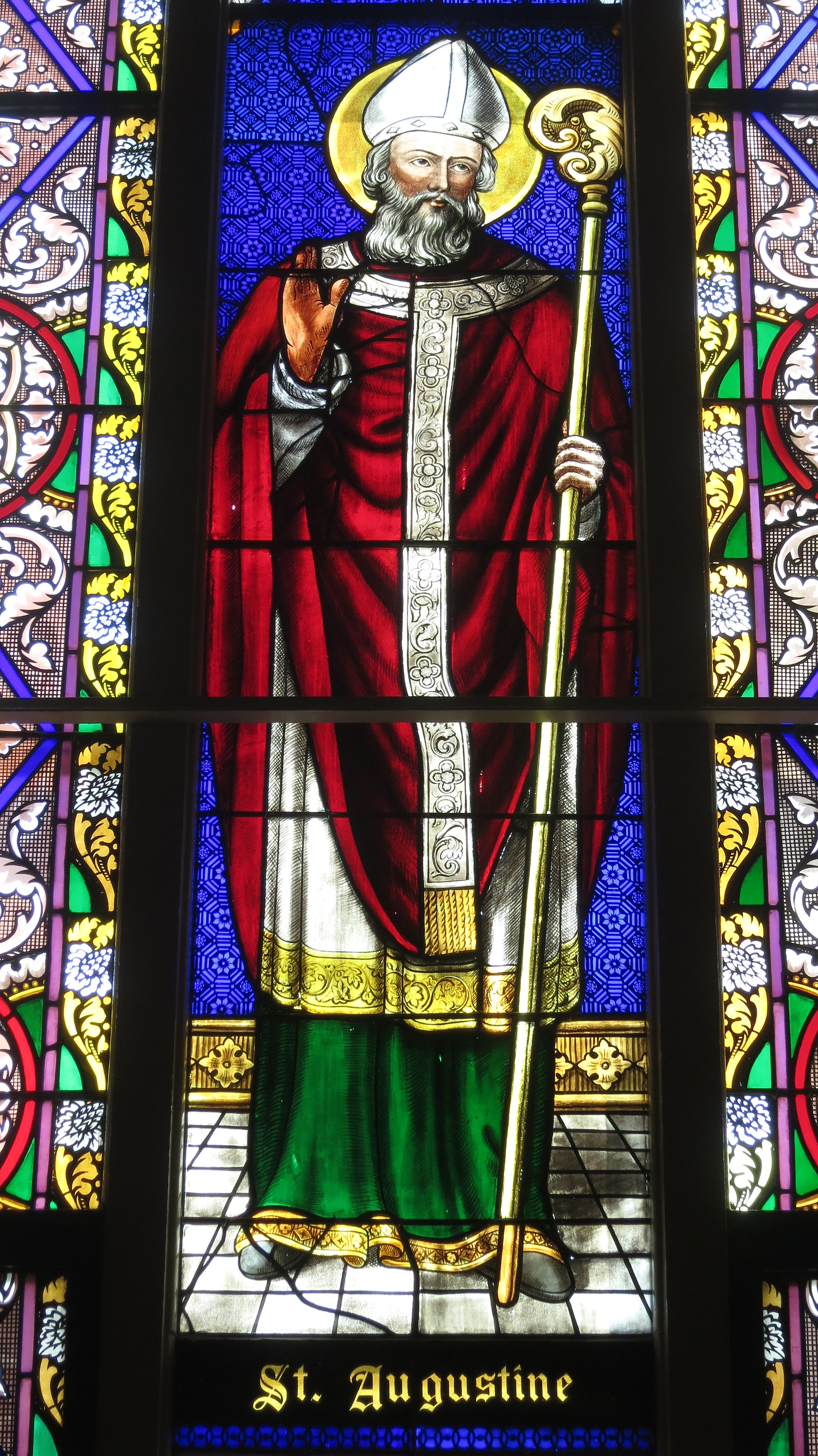
St. Augustin in einem Buntglasfenster der Kirche

Minster ist ein Ort, der ab 1832 sehr von katholischen Immigranten aus dem nördlichen Bistum Münster geprägt wurde (siehe Oldenburger Münsterland). Die Kirche befindet sich in der Region West-Ohio, die als „Land der Kreuzspitzenkirchen“ (engl. Land of the Cross-Tipped Churches) bekannt ist, und wurde 1848 erbaut. 1874 wurde das Gebäude durch den Bau von zwei gotischen Türmen umgebaut, die von Anton Goehr (ursprünglich Anton Göhr) entworfen wurden.
Ab Mitte des 19. Jahrhunderts war St. Augustin eine der drei Mutterkirchen der Missionare vom Kostbaren Blut, die den Katholiken der Region diente; sie behielt diese Position bis zum Ende des Jahrhunderts und ist die einzige der drei, die noch erhalten ist. Während viele andere Kirchen in der Region Mitte des 19. Jahrhunderts erbaut wurden, sind heute nur noch wenige übrig, und nur St. Augustin und St. Johannes im Nordosten werden noch als Pfarrkirchen genutzt.
Am 26. Juli 1979 wurde das Gebäude in das National Register of Historic Places als Teil der „Cross-Tipped Churches of Ohio“-Einreichung für mehrere Grundstücke aufgenommen. Heute bilden die Kirchen St. Augustin and St. Josef im nahegelegenen Egypt den Minster Cluster der Erzdiözese Cincinnati.